# Goulven
 Goulven  (en bretón Goulc'hen) es una población y comuna francesa, situada en la región de Bretaña, departamento de Finisterre, en el distrito de Brest y cantón de Lesneven.

## Demografía
| 561 | 510 | 444 | 470 | 482 | 447 |
| Para los censos de 1962 a 1999 la población legal corresponde a la población sin duplicidades (Fuente: INSEE [Consultar]) |     |     |     |     |     |